# Via di Ripetta

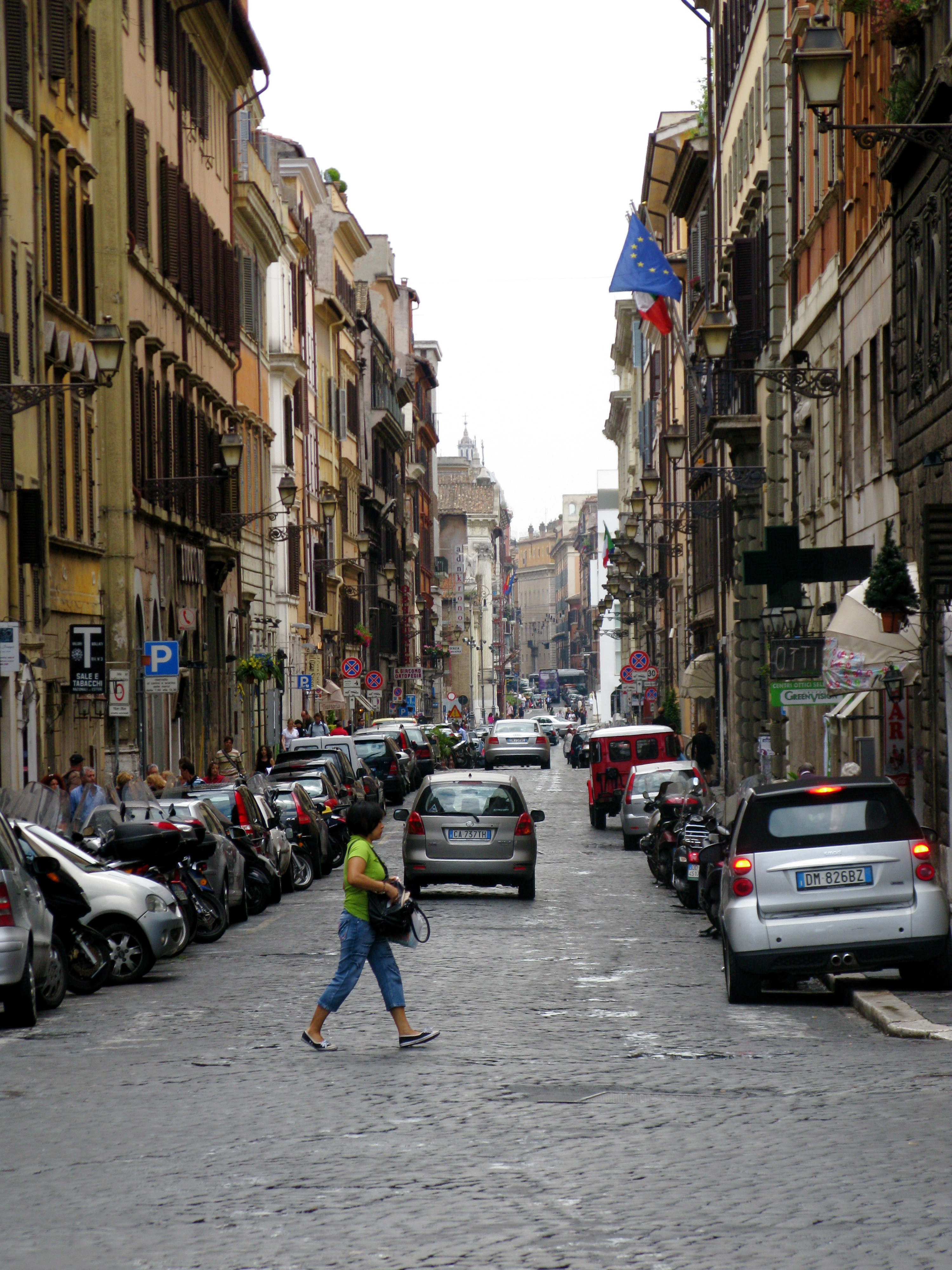
Via Ripetta

Via di Ripetta, chamada também de Via Ripetta, é uma rua no centro histórico de Roma, Itália, no rione Campo Marzio. Ela liga a Piazza del Popolo a Via Clementino e, com outros nomes (Via della Scrofa, Via della Dogana Vecchia), termina na igreja Sant'Ivo alla Sapienza, no fundo da Piazza Sant'Eustachio, perto do Panteão. É parte de um complexo de ruas conhecida como "Tridente" juntamente com a Via del Corso e a Via del Babuino.

## História
A rua tem origens muito antigas e é possível que seu traçado siga o de uma antiga estrada romana do século I a.C. No começo do século XVI< ela foi adaptada pelo papa Leão X, de quem ela tomou emprestado seu antigo nome Via Leonina. A Via di Ripetta adquiriu seu nome atual apenas em 1704, quando o Porto di Ripetta foi construído, um porto fluvial chamado de ripetta ("margenzinha") para distingui-lo do Porto di Ripa Grande, no Trastevere. A Via di Ripetta é mencionada na novela "O Finado Mattia Pascal", de Luigi Pirandello, como residência temporária de Adriano Meis/Mattia Pascal.

## Monumentos

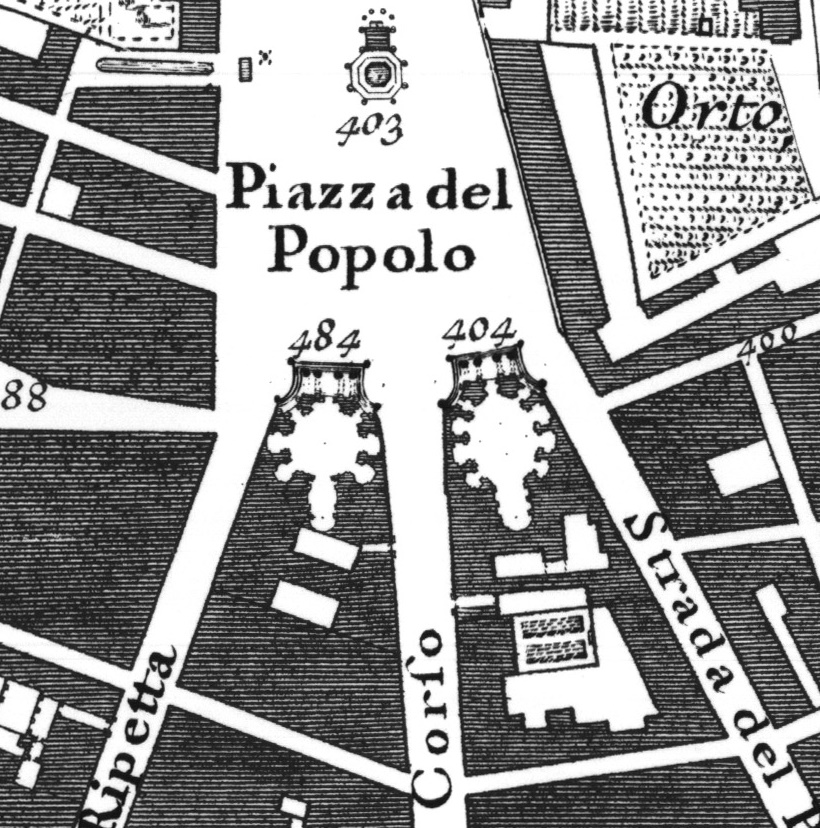
Detalhe do Mapa de Noli mostrando o "Tridente" a partir da Piazza del Popolo, com a Via del Corso no centro, ladeada pelas igrejas barrocas de Santa Maria dei Miracoli e Santa Maria in Montesanto. A Via di Ripetta está à esquerda e a Via del Babuino, à direita.

Andando pela rua desde a Piazza del Popolo até a Piazza Augusto Imperatore, onde está o arruinado Mausoléu de Augusto, os seguintes monumentos podem ser vistos na rua:
- Palazzo Capponi della Palma (séc. XVI)
- Conservatorio della Divina Provvidenza e di San Pasquale (séc. XVII)
- Sala Lancisiana em San Giacomo in Augusta (séc. XVI)
- Santa Maria Portae Paradisi (séc. XVI)
- Accademia di Belle Arti di Roma (séc. XIX)
- Liceo Artistico Ripetta (séc. XIX)

Ao longo da rua, pedras comemorativas assinalam os lugares de nascimento de Eleonora Fonseca Pimentel e de Angelo Brunetti (1800–1849), um patriota italiano mais conhecido como Ciceruacchio.